# Alice Weidel
Alice Elisabeth Weidelova (rojena 6. februarja 1979 v Güterslohu) je nemška političarka (AfD). Od leta 2017 je članica nemškega Bundestaga. Weidelova je bila sprva od septembra 2017 skupaj z Alexandrom Gaulandom sopredsednica poslanske skupine Bundestaga desničarske populistične in desničarske skrajne stranke Alternativa za Nemčijo (AfD), od septembra 2021 pa je sopredsednica s Tinom Chrupallo. Od junija 2022 je skupaj s Chrupallo tudi zvezna tiskovna predstavnica stranke. Poleg tega je bila od februarja 2020 do julija 2022 državna tiskovna predstavnica stranke AfD Baden-Württemberg. Na zveznih volitvah leta 2017 sta z Gaulandom tvorila vodilno kandidatsko dvojko stranke AfD. Na zveznih volitvah leta 2021 je kandidirala v isti vlogi skupaj s Chrupallo. Na zveznih volitvah leta 2025 je bila kandidatka svoje stranke za kanclerko, kar je bilo prvič, da je bila takšna kandidatka nominirana.  

## Življenje

### Izvor, šolska leta, študij in poklicna kariera
Alice Weidelova se je rodila kot najmlajša od treh otrok industrijskega inženirja in kasneje prodajnega zastopnika Gerharda Weidela in njegove žene Margitte v Güterslohu, rojstnem kraju njene matere, in odraščala v Harsewinkelu (okrožje Gütersloh).  Leta 1998 je Weidelova maturirala na Jugenddorf-Christophorus-Gymnasium (danes CJD -Gymnasium) v Versmoldu.  Študirala je ekonomijo in poslovno administracijo na Univerzi v Bayreuthu in leta 2004 diplomirala kot najboljša študentka v svojem letniku  z diplomsko nalogo o vlogi bank v korporativnem upravljanju kot konceptu transformacijske politike na primeru Ljudske republike Kitajske.  Od julija 2005 do junija 2006 je delala kot analitičarka v oddelku za upravljanje premoženja pri Goldman Sachsu v Frankfurtu na Majni.  Weidelova je nato pod mentorstvom zdravstvenega ekonomista Petra Oberenderja (glavnega organiuzatorja volilne alternative leta 2013, iz katere je nastala stranka Alternativa za Nemčijo (AfD)) na Pravni in ekonomski fakulteti Univerze v Bayreuthu napisala doktorsko disertacijo o prihodnosti kitajskega pokojninskega sistema ; Leta 2011 je doktorirala z magna cum laude .   Njen doktorat in bivanje v tujini na Kitajskem sta financirala  Biro za akademsko izmenjavo Zveznega ministrstva za izobraževanje in fundacija Konrad Adenauer. 
Po enem letu na Japonskem in petih letih na Kitajskem kot štipendistka  je opravila prakso pri Credit Suisse v Singapurju.  Od marca 2011 do maja 2013 je delala za Allianz Global Investors v Frankfurtu na Majni. Po kratkem delu pri podjetju Heristo je delala kot svobodna svetovalka za management. Kot taka je leta 2015 na kratko delala za Rocket Internet in zagonsko podjetje Foodora.   
Weidelin avtoportret njene poklicne kariere so kritično pretresli v več časopisnih člankih.   

### Politična kariera
Weidelova je vstopila v  stranko AfD Baden-Württemberg oktobra 2013  in bila julija 2015 izvoljena v zvezni izvršni odbor AfD. Je članica Zvezne programske komisije, ki ji je predsedovala leta 2016. Je predsednica  Zveznega odbora za evro in valuto.  
Na deželnih volitvah leta 2016 v Baden-Württembergu je neuspešno kandidirala v volilnem okraju Bodensee ;  V začetku marca 2017 je na deželni strankini konferenci v Sulzu am Neckar v drugem krogu volitev za predsednico dežele izgubila proti Ralfu Özkari z 209 glasovi proti 224.  Aprila 2017 so Weidelovo na zvezni strankarski konferenci AfD v Kölnu izvolili za vodilnega kandidata na zveznih volitvah leta 2017, skupaj s takratnim namestnikom predsednika stranke Alexandrom Gaulandom, z 67,7 % glasov.   Na zveznih volitvah leta 2017 je kandidirala kot neposredna kandidatka v volilnem okraju Bodensee, kjer je prejela 10,4  % glasov in tako zgubila proti kanditatu CDU Lotharju Riebsamenu (41,4 %), vendat pa prišla v Bundestag kot vodilna kandidatka  AfD na listi dežele Baden-Württemberg.  
Od 26. septembra 2017 je bila Weidelova štiri leta skupaj z Alexandrom Gaulandom predsednica parlamentarne skupine AfD. Tretjega decembra 2017 jo je zvezna strankarska konferenca AfD v Hannovru potrdila za članico zveznega izvršnega odbora.  
Za podporo svojemu političnemu delu je Weidelova, kot tudi 18 drugih članov njene poslanske skupine, najela osebje iz okolja "desničarskih radikalcev tja do desničarskih ekstremistov", kot je pokazala raziskava Zeit Online : Njen sodelavec Daniel Tapp je bil prej generalni direktor študijskega centra Weikersheim. Po  Zeit Online je skušal s svojimi predavanji in dogodki vzpostaviti stike med nacionalnimi konservativci in skrajno desnico, bil  je tudi sodelavec Barbare Rosenkranz, takratne vodilne kandidatke FPÖ v Spodnji Avstriji.  
Septembra 2019 je bila Weidelova gost na »poletni akademiji« Inštituta za državno politiko (IfS) Götza Kubitscheka v Schnellrodi (Saška-Anhalt), kjer  je imela predavanje na temo »Politika v Berlinu«. Inštitut velja za element Nove desnice ; pred tem so bili glavni gostje politiki AfD iz radikalno desnega "Krila". Novinarjem ni bilo dovoljeno prisostvovati temu dogodku. V videoposnetku iz IfS je mogoče videti Weidelovo v pogovoru s Kubitschekom in direktorjem inštituta Erikom Lehnertom. O dogodku je povedala: »Ljudje so aktivni, željni učenja. V zraku je neka dinamika, ki mi je zelo všeč.«  David Begrich vidi Weidelov nastop kot poskus pridobivati točke pri podpornikih "Krila".  Dejstvo, da je Weidelova v svojem govoru na IfS dejala tudi, da je »izziv« »igrati po pravilih, da se ne bi diskreditirali«, in da »zganjati kraval« ne bo pripeljalo nikamor, je Jan Sternberg v Frankfurter Rundschau interpretiral takole: njen cilj je tudi »pridobiti podporo za parlamentarno pot AfD v desničarskem aktivističnem okolju in opozoriti na pred preveč radikalne izjave«.  
30. novembra 2019 so Weidelovo na zvezni strankarski konferenci AfD v Braunschweigu izvoiliza eno od treh namestnic zveznih tiskovnih predstavnikov svoje stranke. V 19. stoletju V nemškem Bundestagu je bila namestnica člana proračunskega odbora.  Na deželni stranki AfD Baden-Württemberg v Böblingenu je bila 15. februarja 2020 izvoljena za predsednico deželnega združenja.  
Tik pred strankarsko konferenco AfD leta 2021 v Dresdnu je Weidelova izjavila, da ne bo mogla kandidirati kot glavna kandidatka na zveznih volitvah leta 2021. Maja 2021 pa je spremenila svoje stališče in skupaj z zveznim tiskovnim predstavnikom Tinom Chrupallo oblikovala ekipo za 20. Bundestag. Weidelova in Chrupalla sta odločno zanikala obtožbe, da zastopata ideje vzhodnega krila stranke, ki velja za skrajno desno, in obljubila, da bosta uravnovešeno zastopala celotno stranko,  vodja stranke Jörg Meuthen pa je pri tem pozdravil kandidaturo para rivalov, Joane Cotar in Joachima Wundraka kot predstavnikov tako imenovanega zmernega dela AfD. 
25. maja 2021 je bila ekipa Weidelove in Chrupalla z notranjim glasovanjem stranke  končno izvoljena s 71 % glasov kot vodilni par za Bundestag.  Weidelova je tokrat v svojem zveznem volilnem okraju Bodensee dosegla tretje mesto, za kandidatom SPD Leonom Hahnom in predstavnikom CDU Volkerjem Mayer-Layem, in prejela le 9,2% prvih glasov. Z 10,1 % prvih in 10,3 % drugih glasov je bila AfD šele peta najmočnejša stranka, saj je prejela 83 sedežev, enajst manj kot leta 2017. Chrupalla in Weidelova sta že prej izjavila, da bosta skupaj kandidirala tudi za novega predsednika poslanske skupine, potem ko se je Alexander Gauland odločil, da ne bo več kandidiral. Potem ko so nekateri poslanci glede na rezultate volitev uprli "dvojnemu vodstvu" teh dveh članov stranke, so volitve, prvotno načrtovane za 29. september 2021, prestavili za en dan.  Ko je Meuthen kmalu po volitvah vodilno dvojko obtožil, da "vodita kampanjo le za lastno slavo", je Weidelova odgovorila, da ne bo dovolila, da bi "kdorkoli omalovaževal" izid volitev. Weidelova in Chrupalla sta opozorila tudi na »uveljavitev AfD kot desničarske stranke v Bundestagu«. 30. septembra je 50 poslancev Evropskega parlamenta glasovalo za edina kandidata za predsednika skupine, 25 jih je glasovalo proti, dva pa sta se vzdržala.  
Na nominacijskem sestanku v Ulmu v začetku oktobra 2024 je bila Weidelova izvoljena z 86,5% glasovi za vodilnega kandidata na prvem mestu na listi dežele Baden-Württemberg za zvezne volitve leta 2025. Decembra 2024 je Weidelovo za glavnega kandidata na zveznih volitvah imenoval zvezni izvršni odbor stranke AfD, ki je bila takrat druga najmočnejša stranka v nacionalnih anketah, kar je bilo potrjeno na zvezni konferenci stranke v Riesi. To je prvič, da je AfD na zveznih volitvah nominirala svojega kandidata za kanclerja.  

## Politična stališča

### Azilna in integracijska politika
Weidelova vidi azilno politiko zvezne vlade kot kršitev "mednarodnih sporazumov".  Poziva k » trdnjavi Evropi « in »učinkoviti razvojni pomoči«.  Weidelova zavrača zdravstveno zavarovanje za prosilce za azil, kritizira to, kar vidi kot "naiven" pristop do islamskih pridigarjev sovraštva, in svari pred pretiranimi pričakovanji glede vključevanja beguncev na trg dela.  V kontekstu razprave o beguncih govori o neizmerljivem bremenu za gospodarstvo in socialno državo, po njenem mnenju pa so volivci uveljavljenih strank "znoreli". Po njenih besedah »nobenega pomembnega vprašanja našega časa […] ni mogoče ločiti od vprašanja migracij.«  Weidelovaželi prepovedati burko in nikab ter se zavzema tudi za prepoved naglavnih rut : Naglavne rute bi bilo treba "prepovedati v javnih prostorih in na ulicah", ker kot "absolutno seksistični simbol" prikazuje "apartheid med moškimi in ženskami".   
Decembra 2016 je Weidelova v pogovorni oddaji Menschen bei Maischberger dejala, da je Angela Merkel »seveda« delno odgovorna za posilstvo in umor Marie Ladenburger. Maischbergerjevo so pozneje kritizirali, ker je Weidelovi omogočila platformo v oddaji. 
Potem ko je Weidelova v svojem inavguracijskem govoru kot vodilna kandidatka med drugim podžgala strah pred "otipavanjem tujcev" in obljubila zavezanost "našim vrednotam, naši identiteti", jo je Alan Posener v Welt opisal kot "prihodnost AfD, novo Petryjevo. Karizmatična, lepa, inteligentna, retorično nadarjena in očitno pripravljena žrtvovati načela za oblast." 
Maja 2018 je Weidelova v govoru v Bundestagu izjavila naslednje: »Burke, dekleta v naglavnih rutah, moški z noži na plačnih lističih in drugi ničvredneži ne bodo zagotovili naše blaginje, gospodarske rasti in predvsem socialne države.« Te pripombe so bile ostro kritizirane. Predsednik Bundestaga Wolfgang Schäuble je Weidelovo oštel, ker so njene izjave diskriminirale vse ženske, ki nosijo naglavno ruto. V intervjuju za n-tv je Weidelova pozneje izrazila svoje nerazumevanje, da je bilo to razumljeno kot provokacija. V istem govoru o proračunski razpravi je Weidelova govorila tudi o »povečanju prebivalstva zaradi priseljenskih kriminalcev z več identitetami« ter o »strategiji zamenjave generacij z nereguliranim priseljevanjem« in vlado obtožil, da želi »ljudstvo samo izbrati in sestaviti«. To je bil namig na teorijo zarote nove desnice o " veliki zamenjavi ".  
Avgusta 2021 je v povezavi s talibansko osvojitvijo Afganistana in posledičnimi begunskimi razmerami v državi pozvala k moratoriju na azil v Zvezni republiki Nemčiji in trdila, da se " leto 2015 ne sme ponoviti".  V začetku leta 2025 je Weidelova na zvezni strankarski konferenci v Riesi izrazila svojo podporo izrazu » ponovna migracija «. Dejala je, da morajo zdaj priti do obsežnih repatriacij in da »če se temu reče remigracija, potem se temu reče remigracija«.  

### EU in gospodarska politika
Leta 2017 je Weidelova predlagala izključitev Španije in Portugalske iz evroobmočja.  Zavzemala se je tudi za izstop Nemčije iz evroobmočja in pozvala k vrnitvi k valuti, ki jo podpira zlato. Weidelova je pozvala k poenostavitvi davkov in odpravi davka na dediščino.   Nasprotovala je minimalni plači.  V intervjuju za Bild leta 2017 je Margaret Thatcher opisala kot svojo politično vzornico. V intervjuju za londonski Financial Times, objavljenem 22. januarja 2023, je Weidelova orisala pristop svoje stranke v primeru prevzema vlade: Če bi bil poskus AfD za rešitev "demokratičnega primanjkljaja" EU neuspešen, bi se glasovalo o izstopu Nemčije iz EU po zgledu Velike Britanije.  Vodilni ekonomisti menijo, da je to najhujša gospodarska katastrofa. 

### Zunanja politika
V intervjuju za ameriško revijo The American Conservative v začetku januarja 2025 je Weidelova komentirala odnose Nemčije z ZDA. Nemčija je "kolonija" ZDA brez pravice do samostojnega odločanja o svoji energetski in zunanji politiki. Nemčijo je opisala tudi kot "sužnjo ZDA", kar se odraža tudi v Natu. »Mi Nemci,« je rekla Weidel, »smo poraženo ljudstvo.« Zasužnjena je imela Nemčija »najplemenitejšo pravico«, da v bojih »svojega gospodarja« ne sodeluje. Vendar pa suženj, ki se bori, sčasoma zahteva svojo svobodo »in išče svojo srečo«. Kljub temu je volilno zmago Donalda Trumpa opisala kot "navdihujočo". T-Online je zapisal, da so bile podobne teorije o domnevnem pomanjkanju suverenosti Nemčije še posebej priljubljene med državljani Reicha.  
V začetku leta 2025 je glede nemške politike do Rusije dejala, da je »navdušenje« nad vojaško podporo »s strani države vsiljena vojna norost«, ki ignorira kakršno koli realistično oceno vojaških razmer. Glede CDU je govorila o »spolnih fantazijah impotentnih ljudi«, ki so se razkrile v domnevnih pozivih k vojni. Kmalu po ruski invaziji na Ukrajino februarja 2022 je Weidelova v jutranji reviji ARD dejala, da je Rusija začela vojno, potem ko je bila užaljena. Oktobra 2022 je izjavila, da slogan AfD »Naša država na prvem mestu« (ki temelji na sloganu »Francija na prvem mestu« Nacionalne fronte pod Jean-Mariejem Le Penom) poziva k »ne vrednotno usmerjeni zunanji politiki«, temveč k »interesno usmerjeni zunanji politiki za našo državo«. Nemčija si je s svojo politiko sankcij škodovala sama sebi in jo "velike sile mečkajo med seboj". Dejala je, da »veliki poraženec« ne bo Rusija ali Ukrajina, temveč Nemčija, saj se »proti Nemčiji bije gospodarska vojna«. Čeprav je bil ruski napad »v nasprotju z mednarodnim pravom«, ni bilo smisla »vmešavati se«, saj to, kar je to na koncu pomenilo za Ukrajino in Rusijo, za delitev ozemlja, »sploh ni bila naša stvar«. Privesti predsednika Putina pred sodišče za vojne zločine je "popolnoma nerealno". Sovražnosti je treba ustaviti, Ukrajina pa mora biti tudi »odgovorna«, saj ne gre, »da Zahod brez premisleka sprejme ukrajinske maksimalne zahteve«. Weidelova in Chrupalla sta ob govoru ukrajinskega predsednika Volodimirja Zelenskega v Bundestagu junija 2024 izjavila, da nočeta "poslušati govornika v kamuflaži". Zelenskemu se je mandat "potekel" in on je "na položaju le še kot vojni in prosjaški predsednik". Zato se je izvršni direktor poslanske skupine odločil, da se govora ne bo udeležil. Kljub temu so bili na plenarnem zasedanju prisotni štirje poslanci stranke AfD. Med strankarsko konferenco AfD konec junija 2024 je izjavila, da je v interesu Nemčije in Evrope, »da Ukrajina ne pripada Evropski uniji in Evropi«.   
Glede vprašanja nemških dobav orožja Izraelu glede na spopade v Gazi po terorističnem napadu Hamasa je Weidelova avgusta 2024 dejala, da je treba pravico Izraela do obstoja "braniti z vsemi diplomatskimi sredstvi". Vendar pa »z orožjem preprosto ne pridemo nikamor«; lahko bi »razmišljali o orožju za obrambne namene«, vendar to »ne bi bilo uporabno za nadaljnje ofenzive«, ker »bi sicer le izzvali protinapade«. Premier Benjamin Netanjahu »nenehno deluje proti rešitvi dveh držav«, izraelsko vlado pa je treba tudi kritizirati.  

### Globalno segrevanje/energetska politika
Leta 2019 je Weidelova izrazila svoje stališče o zanikanju podnebnih sprememb. Ne verjame, »da je človeški vpliv na globalno segrevanje pomemben«. AfD je svoje stališče o tem že spremenila med kampanjo za evropske volitve leta 2019 in govorila o znakih človeškega vpliva. Weidelova se je sklicevala na danskega fizika Henrika Svensmarka, ki meni, da je vpliv ogljikovega dioksida na podnebje precenjen. Poleg tega naj bi raziskovalci na Niels Bohr Institute (NBI) rekli, da glede visokih ravni CO2»obstaja veliko močnejša povezava s sončno aktivnostjo« . Vendar Svensmark od leta 1993 ni delal na NBI, NBI pa njegovih hipotez ne podpira. Z izjavami o sončni energiji, ki jih je citirala Weidelova, se inštitut ni nanašal na Zemljo, temveč na Mars. Tiskovni predstavnik Weidelove je kot drug vir poleg Svensmarka navedel tudi geofizika Eigila Friis-Christensena, ki je do leta 2006 delal na NBI. Vendar pa njegova raziskava na to temo, kot so jo prevzeli Weidelovain drugi podnebni skeptiki, ni utemeljena.  
Na zvezni konferenci stranke AfD v Riesi januarja 2025 je Weidelova dejala, da bi vlada AfD "jasno znova aktivirala delujoče jedrske elektrarne"; pozvala je tudi k daljšemu obratovalnemu času termoelektrarn na premog. Obljubila je tudi ponovni zagon cevovoda North Stream za oskrbo ruskega plina skozi Baltsko morje. Dejala je tudi, da bi vlada pod njenim vodstvom "podrla vse vetrne turbine" - označila jih je za "mline sramu". Po N-TV »verjetno ni naključje«, da ta »nekoliko nenavadna izjava« Weidelove spominja na Björn Höckejev opis spomenika holokavsta v Berlinu kot »spomenika sramu«.     

### Družinska politika in istospolne poroke
Kljub nasprotnim izjavam različnih članov AfD in nejasni strankarski liniji, ki se v svojem programu zavezuje k "tradicionalni družini kot vzoru" in pušča odprto vprašanje, ali istospolno partnerstvo z otroki šteje za družino, Weidelova vidi AfD kot "garanta pravic homoseksualcev". V teh zadevah je njen govor ideološko blizu LGBT konzervativizmu.  To stališče združuje z negativnim odnosom do azilnega prava in islama. Weidelova je izjavila, da na družinsko politiko gleda bolj liberalno kot pa njena stranka: »Družina je tam, kjer so otroci.«  Frakcija AfD pod vodstvom Weidela je kljub temu istospolne poroke, ki so v Nemčiji bile dovoljene s 1. oktobrom 2017, zavrnila. V predlogu nemškemu Bundestagu z dne 8. Oktobra 2018 je poslanska skupina AfD neuspešno pozvala k odpravi pravice do istospolnih porok. Weidelova švicarska partnerica Sarah Bossard se je javno zavzemala za »zakonsko zvezo za vse« in se zavzela za njeno potrditev na – uspešnem – referendumu 26. junija 2008. Septembra 2021 o uvedbi istospolnih porok v Švici. Bossard je kampanjo proti »zakonu za vse« označila za »neokusno« in kot znak ignorance, kaj  resnično življenje je.  

### Cerkve
Konec leta 2017 je Weidelova obtožil obe glavni krščanski cerkvi, da igrata neslavno vlogo, kot že v tretjem rajhu. Uradne cerkve so »popolnoma politizirane« in ločitev cerkve od države se ne spoštuje več. Po njenih besedah je AfD zdaj edina krščanska stranka. Predstavniki obeh cerkva so že prej večkrat svarili pred stranko AfD in njeno begunsko politiko. To enačenje z vedenjem uradnih cerkva v nacistični dobi, ki ga je po poročanju Sächsische Zeitung pogosto zaznamovala ureditev »skoraj do točke Gleichschaltung«, so predstavniki Nemške škofovske konference in Evangeličanske cerkve v Nemčiji opisali kot »polemiko« in »iztirjenje«. Namesto komentarja so gospe Weidelovi zaželeli »čas za razmislek« in »božič, poln svetlobe in spoznanja«. 
Po strankarski konferenci leta 2017 sta Weidelova in Gauland prekinila komunikacijo z zvezno tiskovno predstavnico Frauke Petry ;  Petryjeva je avgusta 2017 izrazila pripravljenost za pogovor z vodilnimi kandidati. V tednu pred zveznimi volitvami leta 2017 je Petryjeva ustanovila Modro stranko, se distancirala od njiju in izrazila razumevanje za volivce, ki so bili nad njunimi izjavami "zgroženi".  
Po poročanju medijev je Weidelova v zveznem izvršnem odboru stranke AfD po govoru v Dresdnu glasovala za postopek izključitve Björna Höckeja.  Vendar pa je po izvolitvi za vodilno kandidatko izjavila, da se bo v prihajajoči volilni kampanji skupaj s Höckejem borila za glasove.  Julija 2019 sta Weidelova in Höcke po posredovanju novega desničarskega založnika Götza Kubitscheka obljubila, da se ne bosta več javno napadala. V zvezi z desničarsko konservativno stranko Junge Freiheit je Weidelova zanikala »zavezništvo« in poudarila svojo pripravljenost, da je »vedno odprta za dialog«.  Februarja 2020 – med vladno krizo v Turingiji leta 2020 – je Weidelova izjavil, da tega, kar je Höcke tam dosegel, »še nihče pred njim ni dosegel«. Za to si zasluži »najvišje spoštovanje«. Weidelova je komentirala Höckejev nastop jeseni 2022 v Geri na dogodku skupaj s predstavniki desničarske skrajne skupine "Svobodna Saška" (ki je na seznamu nezdružljivosti AfD) in dejala: "če gospod Höcke tam nastopi, potem to lahko stori." Glede Höckeja je dejala: "Razlikujeva se v jeziku in značaju." Čeprav Höcke govori o Zahodu kot o » mavričnem imperiju«, Weidelova (ki sama živi z žensko) pravi, da ve, kaj to pomeni, namreč »to pretirano razkazovanje ideologije«.  
Po izjavi Alexandra Gaulanda, da želi »političarko SPD Aydan Özoğuz poslati na smeti v Anatoliji «,  je Weidelova branila Gaulanda. Izjava je bila "stvar okusa" in Gauland je imel v tem prav. 

## Razmerje do nemške zgodovine

### »Kult krivde«in izjava ob koncu vojne leta 1945
Nekaj časa pred zveznimi volitvami leta 2017 je Weidelova na svojem Twitter kanalu zapisala: »Po letu 1945: Uspešno izbrisano iz kolektivnega spomina. Grozodejstva nad nemškim prebivalstvom po drugi svetovni vojni. […] Ker morda sploh ne sodijo v kult krivde. Moj oče je doživel lakoto pozimi leta 1948 – tako kot mnogi drugi otroci. O tem se molči. Jaz tega ne počnem.« V povezavi z nacističnimi vojnimi zločini in z njimi povezano kulturo spomina je govorila o "kultu krivde", kot so to pred tem storili vidni člani AfD, na primer Björn Höcke in Jens Maier.  Na začetku volilne kampanje za zvezne volitve leta 2021 v Schwerinu avgusta 2021 je Weidelova tudi izjavila, da se AfD zavzema za Nemčijo »[…] v kateri se ne bi obtoževalo glede dejanj davno umrlih generacij, da bi iz njih imeli politični dobiček, temveč da bi se zapolnile vrzeli.” 
Septembra 2023 je Weidelova v poletnem intervjuju za ARD na vprašanje, zakaj se za razliko od svojega sopredsednika Chrupalla ni udeležila sprejema ruskega veleposlaništva ob obletnici zmage nad nacistično Nemčijo, odgovorila: »Praznovanje poraza lastne države z nekdanjo okupacijsko silo je nekaj, pri čemer sem se osebno odločila – tudi glede na zgodbo o pobegu mojega očeta – da ne bom sodelovala.« Opis osvoboditve Nemčije s strani zaveznikov kot "poraza" je bil deležen ostrih kritik, govorilo pa se je tudi o "izkrivljanju zgodovine". Zgodovinar Sven Felix Kellerhoff je spomnil na govor Richarda von Weizsäckerja leta 1985 in ugotovil, da Weidelova zaostaja za konsenzom. Von Weizsäcker je omenil tudi »trpljenje, ki ga je povzročil beg in izgon« v tistem času, vendar tega ni pripisal »koncu vojne, temveč zgrešeni poti nacionalsocializma«.   

### Dojemanje in slika Adolfa Hitlerja
V pogovoru z Elonom Muskom 9. januarja 2025 na svoji platformi X je Weidelova trdila, da je bil Adolf Hitler pravzaprav komunist ;    dobesedno: »Ni bil konservativec, ni bil liberalec. Bil je komunističen, socialističen tip« in da ni bil »nič drugega kot antisemitski socialist«.   Večina zgodovinarjev zavrača uvrstitev Hitlerja in nacionalsocialistov med "leve" in "socialiste". To je pogost argument Nove desnice.  Hitler sam je leta 1928 izjavil, da NSDAP ni socialistična. Medtem ko levičarske ideologije, kot sta socializem in komunizem, stremijo k idealu enakosti, nacionalsocialistični pogled na svet temelji na neenakosti ljudi (nadrejene rase in podčloveka) in rasizmu, kar je na koncu privedlo do holokavsta. Nacionalsocialisti so preganjali in morili komuniste; protikapitalistično in revolucionarno krilo NSDAP so umorili ali odstranili med Röhmovim pučem leta 1934.  
Weidelova je v oddaji RTL ponovila, da je povsem jasno Hitler bil levičar, »ki je uporabljal iste metode kot danes«, z »Gleichschaltung medijev, omejitvami pri oblikovanju mnenj in drugimi prepovedmi ter izključevanjem drugih mnenj«. Hitler in Stalin sta si bila "brata po duhu". Po Weidelovih besedah je bila »največja napaka v zgodovini«, da so »Hitlerja opisali kot desničarja in konservativca«. Poudarila je tudi, da je tudi publicist Sebastian Haffner Hitlerja videl kot precej levega politika. Več znanstvenikov je Weidelu nasprotovalo: Andreas Wirsching je Weidelove izjave označil za »zgodovinsko v temeljih napačne«. Takšno nekaj je priljubljena prevara in propagandni manever desničarskih ekstremističnih krogov. Ilko-Sascha Kowalczuk je govoril o »neverjetnem zgodovinskem revizionizmu«. Po besedah Larsa Rensmanna so Weidelove izjave »lažn , »dezinformacije in dimna zavesa«. Desničarski ekstremizem temelji na ideologiji »biološko konstruirane neenakosti«, kar je v nasprotju z levičarsko »univerzalistično« ideologijo enakosti. Stefanie Schüler-Springorum je poudarila, da je bilo leta 1930 znotraj NSDAP razoroženo »majhno socialno-revolucionarno, a protimarksistično krilo« in da je »zavezništvo konservativnih elit« leta 1933 pripeljalo nacionalsocialiste na oblast, nakar so bili komunisti in socialisti preganjani in umorjeni. Tudi Albrecht von Lucke je Weidelove izjave opisal kot "absurdne"; Hans Vorländer je govoril o "zelo resnem izkrivljanju zgodovine". Michael Wildt in Thomas Weber sta poudarila, da Hitler z ekonomskega vidika ni bil levičar. Jens-Christian Wagner je Weidelove izjave označil za »posmeh žrtvam«. Protikapitalistična retorika nacionalsocialistov ni temeljila na takšnem programu, temveč na "socialno harmonični ideologiji nacionalne skupnosti".   Weidlu je nasprotoval tudi častni predsednik AfD Alexander Gauland.  Tudi portal za preverjanje dejstev Correctiv nasprotuje stališču, da je bil Hitler antikapitalist ali socialist, pri čemer se sklicuje na Jürgena P. Langa. Že leta 1925 je Hitler vodil kampanjo, s katero je preprečil vključitev pozivov k "nacionalnemu socializmu" v program stranke. 

### Antisemitizem in judovstvo
Leta 2018 je Weidelova izjavila, da je po kritiki poslanca AfD Wolfganga Gedeona glede združevanja Judov v stranki AfD »napočil čas, da ga končno izključijo iz stranke«. Ob podelitvi Zveznega križca za zasluge judovskemu pianistu Igorju Levitu in drugim. Vendar pa je Weidelova leta 2020 javno obtožila zveznega predsednika Franka-Walterja Steinmeierja, da je v podporo svojemu stališču proti antisemitizmu "poglabljal razkol v naši državi". 
Potem ko je Charlotte Knobloch, predsednica Izraelske skupnosti München in Zgornje Bavarske, na spominski prireditvi v bavarskem deželnem parlamentu v začetku leta 2019 kritizirala AfD, češ da stranka "ne stoji na podlagi naše demokratične ustave", in je nato veliko število bavarskih poslancev AfD zapustilo plenarno dvorano, je Weidelova na Twitterju zapisala: "Najboljša prijateljica Mamice, Charlotte Knobloch, si je dejansko drznila zlorabiti spominsko prireditev v bavarskem deželnem parlamentu za neokusno strankarsko politiko. Kako nizko se lahko človek spusti?"  
Potem ko je Weidelova v članku za novi desničarski tednik Junge Freiheit zapisala, da so »diskreditacija 'meščanske' družine, zgodnja in pretirana seksualizacija, spolnost in multikulturalizem« »sadovi kulturnega marksizma«, je raziskovalec desničarskega ekstremizma Matthias Quent ta radikalno desničarsko in antisemitsko izrazoslovje primerjal z izrazom »kulturni boljševizem«, ki ga pogosto uporabljajo nacionalsocialisti. Quent je pojasnil, da je antisemitski nacionalsocialistični avtor Klaus Schickert pisal o "kulturnih marksistih" v krogu Georga Lukácsa. Dalje, da sta desničarska terorista in množična morilca Anders Behring Breivik leta 2011 in Brenton Tarrant leta 2019 svoja dejanja upravičila z obrambo pred "kulturnim marksizmom" in njegovimi domnevnimi posledicami.  

## Polemike

### Weidelova proti »politični korektnosti«
Po svoji nominaciji za vodilno kandidatko na zveznih volitvah leta 2017 je Weidelova dejala, da tako imenovana politična korektnost spada na »smetišče zgodovine«.  Christian Ehring je to vprašanje obravnaval v satirični oddaji Extra 3 : »Ja, dovolj politične korektnosti. Bodimo vsi narobe. Nacistična prasica ima glede tega prav. Je bilo to dovolj narobe? Upam, da je bilo.« AfD je Ehringovo izjavo označila za "žaljivo in obrekljivo" ter napovedala, da bo razmislila o pravnih ukrepih. Weidelovo zahtevo za enkratno prepoved zoper NDR je regionalno sodišče v Hamburgu  zavrnilo. 

### Odhod iz volilne oddaje
Weidelova je 5. septembra 2017 zapustila volilno oddajo ZDF Deutschland, wie geht's? (Nemčija, kako ti gre?) kmalu po tem, ko jo je generalni sekretar CSU Andreas Scheuer prosil, da se distancira od Alexandra Gaulanda in Björna Höckeja. Ko je le nekaj minut kasneje v sporočilu za javnost omenila le voditeljico Marietto Slomko, ne pa Scheuerja, so mediji Weidelovo vedenje opisali kot dobro premišljeno "taktiko volilne kampanje".  Celo strokovnjak za mimiko Dirk Eilert ni bil mnenja, da je bil slovo Weidelove bilo spontano ; zdelo se je, da se je "v tej situaciji sama sebi ugajala". Glavni urednik Peter Frey je govoril o »inscenaciji«.   

### Afera z elektronsko pošto
Dva tedna pred zveznimi volitvami septembra 2017 je Welt am Sonntag objavil elektronsko sporočilo, ki ga je Weidelova poslala 24. februarja 2013. E-poštno sporočilo med drugim vsebuje teorije zarote iz konteksta gibanja državljanov rajha (Reichsbürger) in opisuje Sinte, Rome in Arabce kot »kulturno tuja ljudstva«, ki »nas preplavljajo«. Člane vlade Angele Merkel je opisala tudi kot "sovražnike ustave", "lutke zmagovitih sil druge svetovne vojne" in "svinje". V prvi reakciji je Weidelova zanikala, da bi napisala to elektronsko sporočilo, nakar je Die Welt izjavil, da ima izjavo pod prisego prejemnika. Po poročanju Welt am Sonntag je Weidelov odvetnik končno potrdil, da je do elektronske korespondence sploh prišlo, in obtožb o ponarejanju v zvezi s konkretnim elektronskim sporočilom ni več izrekel.  Weidelova je to komentirala z besedami, da si »svet izmišlja obrat, ki ne obstaja« in da »še naprej ne bo skakala skozi obroče te kampanje blatenja«.  Frauke Petry, ena od dveh zveznih tiskovnih predstavnic stranke AfD, je v intervjuju za Leipziger Volkszeitung (LVZ) izrazila, da razume, da bodo »volivci zgroženi« nad elektronskim sporočilom,  ki ga je LVZ razumel kot njeno distanciranje od takratnega vodilnega kandidata stranke. 
Skoraj deset let pozneje, v začetku leta 2023, je revija ZDF Frontal ponovno obravnavala to temo. Prejemnik omenjenega e-poštnega sporočila, Weidelov nekdanji znanec, ki je želel ostati anonimen na televiziji, jo je ponovno kontaktiral, da bi – kot je dejal – prispeval svoj »majhen možen prispevek k razkritju spletk in značilnosti vodstva AfD«. Weidelovo je pred televizijskim občinstvom prosil, naj pod prisego izjavi, da ni napisala spornega e-poštnega sporočila, vendar je sumil, da tega v tem primeru ne bi storila – za razliko od njega samega.  Ko so Weidelovo s tem soočili, se je odzvala ostro: »Iskreno ne vem, za kaj gre,« in kategorično zavrnila odgovor na temeljno vprašanje o avtorstvu e-pošte iz leta 2013, napisane v jeziku »reichsbürger«: »Nimam več kaj povedati o tej temi.« 

### Sirska prosilka za azil domnevna pomoč v gospodinjstvu
Glede na raziskavo tednika Die Zeit  naj bi Weidelova na črno zaposlila prosilko za azil iz Sirije. Sprva je leta 2015 v Bielu zaposlila študentko islamskih študij kot gospodinjsko pomočnico, ne da bi vedela, da je informantka. Nato je, kot poroča Die Zeit, begunki dala službo.    Weidelova je obtožbe zavrnila, njen odvetnik pa je izjavil, da je šlo le za »prijateljski stik«: »Vendar pa ni res, da je bila prosilka za azil zaposlena v hiši naše stranke ali delalakot uslužbenko oziroma za to prejemala plačo.«  Christian Lüth, tiskovni predstavnik stranke AfD, je poudaril, da so plače domačih delavcev pod 750. frankov na leto so oproščeni davka in jih ni treba registrirati pri "kantonalnem kompenzacijskem skladu ". Vendar pa je študentka islamskih študij za Die Zeit poudarila, da je zaslužila več kot 750  švicarskih frankov. To je bilo nato izplačano v gotovini.    Na dogodku v okviru volilne kampanje se je Alice Weidelova odzvala na obtožbe in storitve opisala kot brezplačne, obojestransko koristne storitve med njo in sirsko begunsko družino.  
Ko je Twitter Beatrix von Storch, kolegico Alice Weidelove iz stranke AfD, prepovedal objavljati zaradi tvita, v katerem je muslimane označila za posiljevalke, in jo je kölnska policija prijavila zaradi suma spodbujanja sovraštva, jo je Weidelova podprla z naslednjo izjavo: 
Leto se začne z zakonom o cenzuri in podrejanjem naših oblasti uvoženi, ropajoći drhali migrantov, ki grabijo, pretepajo, koljejo, in mi naj bi se nanje navadili. Nemška policija zdaj komunicira v arabščini, čeprav je uradni jezik v naši državi nemščina.— Alice Weidel, am 1. Januar 2018 auf Facebook
Weidelova se sklicuje na novoletno voščilo kölnske policije, ki je bilo objavljeno tudi v arabščini, poleg nemške, angleške in francoske različice.  
Poleti 2018 se je Weidelova na Twitterju sprla z raperjem Faridom Bangom . 
Januarja 2019 je Weidelova na svoji spletni strani trdila, da je maja 2018 v začetnem sprejemnem centru Ellwangen prišlo do izgredov, v katerih so bili poškodovani policisti. V tem kontekstu je Kamerunca Alasso Mfouapona opisala kot » vodjo «. To je imenovani uspešno izpodbijal pred regionalnim sodiščem v Hamburgu. Izjave prič in vpletenih policistov so prav tako nasprotovale Weidelovemu opisu dogodkov.   
Januarja 2025 je domnevno najinteligentnejša oseba na svetu, južnokorejski Young Hoon Kim, v številnih objavah na platformi X priporočil, naj Nemci na prihajajočih zveznih volitvah volijo za AfD. Kim se pojavi na korejski televiziji, kjer ga slavijo zaradi njegovih domnevnih dosežkov. Weidelova je širila volilni poziv in napisala hvalnico za svojega novega podpornika. Objavo pa je kmalu zatem izbrisala. Po besedah spletne aktivistke in hekerke "Nella" na internetu ni zanesljivih virov, ki bi dokazovali izjemno inteligenco Južne Korejke.  

### Nemška nogometna reprezentanca
Maja 2018 je Weidelova v oddaji 1 to 1 na radijski postaji WDR dejala, da je imela sama "težave" z aplavzom nemški reprezentanci zaradi nominacije v Turčiji rojenih nogometašev Mesuta Özila in İlkaya Gündoğana, ki imata po njenem mnenju "očitno težave z našo državo", ker sta se srečala s turškim predsednikom Erdoğanom.  

### Izgredi v Chemnitzu
Po nasilnih nemirih v Chemnitzu leta 2018, zaradi katerih so se na družbenih omrežjih širile različne lažne novice, je Weidelova dejala: »Pokol se nadaljuje.« Zgodovinar Volker Weiß je ugotovil, da je ta dogodek vključila v »svojo pripoved o zaroti proti nemškemu ljudstvu«. Holger Stark jo je obtožil, da je 27. avgusta 2018 pomagala podžigati proteste v Chemnitzu, in zapisal: »Demonstranti v Chemnitzu so tudi demonstranti Weidelove in Frohnmaierja.«  

### Donacije za volilno kampanjo iz tujine
Potem ko je to dejanje postalo znano, je uprava Bundestaga zaprosila zvezno združenje AfD za izjavo. V skladu z Predloga:§ odstavek V skladu z 2. členom Zakona o strankah se takšna plačila lahko štejejo za nedopustne donacije strankam, če izvirajo iz držav zunaj EU in ne od nemških državljanov. Po navedbah uprave Bundestaga jih je treba nato bodisi takoj vrniti bodisi izročiti predsedniku Bundestaga. Prijaviti je treba tudi individualne donacije, ki presegajo 50.000 evrov. Administracija Bundestaga delna plačila prav tako šteje za individualne donacije, če jasno temeljijo na »odločitvi donatorja za enkratno donacijo«.  Sopredsednik države Ralf Özkara je napovedal notranjo preiskavo in pojasnilo.  Weidelova je izključila kakršne koli posledice zase, saj donacije niso bile nakazane neposredno njej in se je zanašala na revizijo državnega blagajnika. 
Zvezno združenje AfD je 14. novembra 2018 sporočilo, da je okrožno združenje Bodensee prejelo dodatno donacijo v višini 150.000 evrov od fundacije na Nizozemskem.  13. februarja 2018, po pravni presoji ni bila sprejeta in je bila 9.Maja 2018 zavrnjena, ker »niti identitete darovalca niti njegove motivacije ni bilo mogoče nedvomno ugotoviti«. Ta objava je sledila raziskavi WDR, NDR in SZ, ki so Weidela prejšnji konec tedna soočili z drugo veliko donacijo. AfD je sprva trdila, da je ta druga donacija prišla iz Belgije, a se je dan kasneje popravila. Novi desničarski ustavni odvetnik Karl Albrecht Schachtschneider, ki mu je AfD zaupala notranji pregled obeh plačil iz tujine, je Weidelova dejanja označila za "pravilna v vseh pogledih".   
Prav tako je 14. novembra prišlo v javnost, da je državno tožilstvo v Konstanzu začelo preiskavo morebitne kršitve člena 31d Zakona o strankah. To prepoveduje prikrivanje izvora ali uporabe sredstev stranke. Za tak postopek je moral nemški Bundestag Weidelovi odvzeti poslansko imuniteto, o čemer je bilo treba predhodno obvestiti predsednika Bundestaga in samo Weidelovo.  Po izteku zahtevanega 48-urnega obdobja prepovedi je državnotožilstvo 20. novembra sporočilo, da je začelo preiskavo proti Weidelovi in trem drugim posameznikom.  Državno tožilstvo je 20. septembra 2021 sporočilo, da je bila preiskava proti Weidelu ustavljena, ker ni bilo zadostnega suma kaznivega dejanja.  
V splošni razpravi o zveznem proračunu konec novembra 2018 se je Weidelova odzvala na javne kritike na svoj račun in se v tem kontekstu sklicevala na škandal z donacijami CDU. Angela Merkel je to na kratko omenila v svojem govoru: »Lepota liberalnih razprav je, da vsak govori o tem, kar se mu zdi pomembno za državo.«   Aprila 2019 je postalo znano, da so bile donacije opravljene prek navideznih oseb nemškega nepremičninskega podjetnika in milijarderja Henninga Conleja. 

### Javni mediji
Po zveznih volitvah leta 2021 je Weidelova v intervjuju za Das Erste govorila o »zelo očitnem« medijskem »izkrivljanju konkurence«. Po Weidelovih besedah so »Zelene potisnili na vrh, imeli so tristrankarsko volilno kampanjo.« Moderator Ingo Zamperoni je odgovoril, da je »tudi ona imela priložnost spregovoriti tukaj«, zato »ni bila izključena«. Weidelova je nato trdila, da je bil Zamperoni pravzaprav zadovoljen, da so druge stranke napovedale, da ne želijo oblikovati koalicije z AfD. Programska direktorica ARD Christine Strobl je menila, da je »problematično diskreditirati institucije – vključno z javnimi radiotelevizijami – na tako neutemeljen in ponižujoč način«. V primeru AfD je to »jasno izračunano«.  

### Domnevna grožnja in odpoved nastopa v volilni kampanji
3. oktobra 2023, na dan nemške enotnosti, naj bi se Weidelova pojavila v turingijsko-bavarskem obmejnem mestu Mödlareuth na vrhuncu bavarske volilne kampanje za deželne poslance leta 2023. Namesto tega je na oder stopil drug predstavnik AfD in trdil, da se Weidelova zaradi varnostnih razlogov ne more pojaviti, saj se ji je med predvčerajšnjim vikendom pripetil "varnostni incident". Po navedbah AfD je bilo "vse več znakov, da je bila njena družina tarča napadov", zato je policija Weidelovo in njeno družino evakuirala iz njihovega zasebnega prebivališča v Einsiedelnu v Švici (kanton Schwyz) in jih odpeljala na varno lokacijo.  Zato so njo in njeno družino odpeljali v varno hišo, ki je zaradi strahu za svoja življenja niso mogli zapustiti do nadaljnjega. Poleg tega naj bi bilo na dogodku v okviru volilne kampanje iz varne hiše predvajano video sporočilo Weidel, v katerem je izrazila obžalovanje, da se ni mogla udeležiti volilnega nastopa. Norbert Kleinwächter, namestnik predsednika poslanske skupine AfD, je na spletnem mestu in svojem YouTube kanalu sporočil, da je to za politično nepriljubljenega kandidata enakovredno hišnemu priporu. Naslednji dan pa se je izkazalo, da sta Alice Weidelova in njena družina od 1. oktobra, vključno s časom načrtovanega nastopa v kampanji, namesto tega na počitnicah ob morju na Mallorci in da nikoli nista bila v varni hiši. S partnerjem so jo videli v restavraciji na plaži na vzhodni obali Mallorke popoldne 3. oktobra. V odgovoru na medijsko poizvedbo je njen urad naknadno potrdil počitniško bivanje na počitniškem otoku. V njeni pisarni in njen osebni tiskovni predstavnik niso želeli odgovoriti, kako dolgo so bile počitnice na Majorki načrtovane. Nemški zvezni urad kriminalistične policije (BKA), ki je odgovoren za osebno varovanje politikov, je v odgovoru na medijske poizvedbe izjavil, da odpovedi nastopa v volilni kampanji 3. oktobra ni sprožil ali priporočil BKA.   Kantonalna policija kantona Schwyz, kjer prebiva Weidelova in njena družina, je izjavila, da je bila 23. septembra 2023 izvedena policijska operacija, vendar da zaradi "policijski taktičnih razlogov" ne bo posredovala nadaljnjih podrobnosti.  Weidelova se je konec septembra 2023 udeležila sej nemškega Bundestaga.  8. oktobra 2023 je izjavila, da so poročila o "varni hiši" (nemško sicheres Haus) so se motili, to bi bilo pojasnjeno znotraj stranke. Septembra je njeno stanovanje preiskala protiteroristična enota. Da bi predelali travmo, ki so jo utrpeli z dvema majhnima otrokoma, in si pridobili distanco, je družina odpotovala na Majorko.   

### Napake pri citiranju brez krivdnih posledic
Decembra 2023 je Süddeutsche Zeitung objavil odlomke iz strokovnega mnenja, v katerem je navedeno, da Weidelova disertacija iz leta 2011 z naslovom Pokojninski sistem Ljudske republike Kitajske vsebuje številne plagiirane odlomke in napačno označene citate. Poročilo je naročila in plačala neznana stranka. Süddeutsche Zeitung je ta postopek interpretiral kot poskus škodovanja Weidelu.  Univerza v Bayreuthu je poročilo predložila v pregled svoji »Komisiji za znanstveno integriteto«.  Komisija je nato soglasno zavrnila začetek glavnega postopka za nadaljnjo preiskavo suma plagiatorstva. Obseg in pomen posameznih napak pri citiranju nista bila zadostna za dokazovanje krivdne znanstvene kršitve.  

## Sprejem v pop kulturi
Weidelova in njena politična naravnanost so večkrat obravnavali v pesmih, med drugim v pesmi Alice in Wonderland (album Bohemien, 2019)  raperja Disarstarja in Alice and Sarah (album Puro Amor, 2021) punk skupine Broilers, kjer je v središču pozornosti njen odnos s Sarah Bossard.  Tudi raper Farid Bang je Weidela večkrat postavil za antagonista svojih pesmi, dokler ga Weidelov odvetnik ni junija 2019 prepričal, da podpiše izjavo o prenehanju dejanj. 

## Družinsko in zasebno življenje
Družina očeta Weidelove prihaja iz Leobschütza v Zgornji Šleziji. Njen oče Gerhard Weidelo se je rodil v Zgornji Šleziji januarja 1939 in je z materjo in sestro februarja 1945 pobegnil v Verl v Vzhodni Vestfaliji. Leta 1972 je ustanovil prodajno agencijo za pisarniško pohištvo in delal kot prodajni zastopnik za pohištvo, opremo in starine. 
Weidelov dedek Hans Weidelova (1903–1985) je bil doktor prava in nacistični funkcionar. Alice Weidelova ni imela stikov s svojiM starim očetom "zaradi družinskih nesoglasij" in ni vedela ničesar o njegovi preteklosti.   
Weidelova ima glavno prebivališče in davčni domicil v Überlingenu ob Bodenskem jezeru.  Po navedbah švicarskih oblasti je bila leta 2017 registrirana tudi v Bielu v Bernu, kjer je tudi plačala davke.  Weidelova, ki je lezbijka  in noče, da bi jo označili za queer osebo,  je od leta 2009 v zvezi s Sarah Bossard (* 1982) , s katero je zdaj v registriranem partnerstvu. Par vzgaja dva sinova    – starejši sin se je rodil leta 2012/13 – ki imata dva različna očeta  in čigar mati je Bossard. Bossard izvira iz Šrilanke in ga je pri treh mesecih posvojil švicarski pastorski par.  Kot vodja filmske in televizijske produkcije je imela v Bielu »levičarski zeleni krog prijateljev«,   ki ga je izgubila, ko je postalo znano njeno razmerje z Weidelom.  Posledično ni bilo nobenih naročil na delovnem mestu. Po Weidelovih besedah so bile zaradi njihovih političnih izjav proti družini usmerjene različne vrste sovraštva,   zato se je družina leta 2018 preselila v Einsiedeln v kantonu Schwyz.  Weidelova stranka je sovražna tudi zaradi njene lezbične zveze.  
Weidelova je bila član Društva Friedricha A. von Hayeka do januarja 2021.  
Tako zasebno kot znotraj stranke Weidelovo nagovarjajo z vzdevkom "Lille".   

## Spisi (izbor)
- Vloga bank v korporativnem upravljanju kot koncept transformacijske politike. Analiza z institucionalnega ekonomskega vidika na primeru Ljudske republike Kitajske. (Univerza v Bayreuthu, mag.-arh., 2004).
- Pokojninski sistem Ljudske republike Kitajske. Možnosti reform z vidika regulativne teorije za povečanje odpornosti na tveganja (= (Spisi o ekonomiji, zvezek 60). PCO-Verlag, Bayreuth 2011, ISBN 978-3-941678-25-5 (tudi: Bayreuth, Univ., Diss., 2011).
- Protiargumenti. Misli o Nemčiji. Plassen Verlag, Kulmbach 2019, ISBN 978-3-86470-631-8
- Evro ni sredstvo za povezovanje v Evropi. V: Georg Rüter, Patrick Da-Cruz, Philipp Schwegel (ur.) Zdravstvena ekonomija in ekonomska politika. Festivalski zbornik za 70. obletnico Rojstni dan prof. dr. dr. hc Petra Oberenderja. Lucius & Lucius, Stuttgart 2011, ISBN 3-8282-0543-7, str. 188–200.
- Kitajski bančni sistem v tranziciji: potrebe po reformah z regulativnega vidika. V: Peter Oberender in Jochen Fleischmann (ur.) Kitajska v vzponu. Ozadje in perspektive sistemske spremembe. PCO-Verlag, Bayreuth 2004, str. 251–270, ISBN 978-3-936299-32-8 .